# زیرراه (دشتستان)
زیرراه، روستایی است از توابع بخش سعدآباد در شهرستان دشتستان استان بوشهر ایران.

## جمعیت
این روستا در دهستان زیرراه قرار داشته و براساس سرشماری سال ۱۳۸۵ جمعیت آن ۱۳۶نفر (۳۱خانوار) می‌باشد. و اکنون در سرشماری ۱۳۹۵ دارای ۹۳ نفر جمعیت می‌باشد.

## موقعیت فعلی روستا
این روستا همچنان در محدوده قدیم و پیشین خود بر قسمتی از پهنهٔ مرتفع نسبت به زمین‌های مجاور و از چند طرف محصور در بین دره و رودخانه شاپور می‌باشد. گرچه برخی از مورخان مانند دکتر احمد اقتداری مشهور به پدر مطالعات خلیج فارس که در دهه ۴۰ خورشیدی برای تهیه و نگارش کتاب "آثار شهرهای باستانی سواحل و جزایر خلیج فارس و دریای عمان" مدتی را در این روستا به پژوهش گذرانده است، این نقطه را احتمالاً محل برخورد دو رودخانه می‌داند، به معنای دیگر آنکه در دره‌ها نیز آب بسیار و عمیقی جاری بوده است که از لحاظ سوق الجیشی به این نقطه اهمیت می‌داده است.
در حال حاضر این روستا دارای مسجد و مدرسه ابتدایی مختلط می‌باشد.
برخورداری از ظرفیت‌های گردشگری و تاریخی، خُرده اقلیم سرسبزِ چشمه‌ها و همچنین در حوزه فرهنگ داشتن ضرب‌المثل، داستان‌ها و روایات تاریخی و رازآلود داشتن مردمی خونگرم و باصفا، جایگاه خاصی را به این روستا داده است و غالب اوقات میزبان گردشگران بومی و غیربومی می‌باشد.

### نقاط تاریخی و گردشگری
1. چشمه‌های قدیم و جدید زیرراه
2. قلعهٔ تاریخی زیرراه
3. آثار بجامانده از آسیاب‌های آبی قدیمی
4. دره‌ها و طبیعت کناره رودخانه شاپور
5. بافت و موقعیت منحصربفرد روستا
6. وجود آثار بجامانده از شهر تاریخی توز

همچنین وجود بلوک زیرراه در قدیم نشان از اهمیت و قدمت این روستا دارد.